# Hilmar Wictorin
Oskar Hilmer Verner Wictorin (Stoccolma, 25 febbraio 1894 – Stoccolma, 11 aprile 1964) è stato un pallanuotista svedese, che ha partecipato alle Olimpiadi estive di Parigi 1924.